# 놀이마루
놀이마루는 부산광역시교육청에서 운영하는 청소년복합문화센터이다. 정관신도시로 이전한 부산중앙중학교 구 교사에 들어섰다.